# Kazimir Malevitj

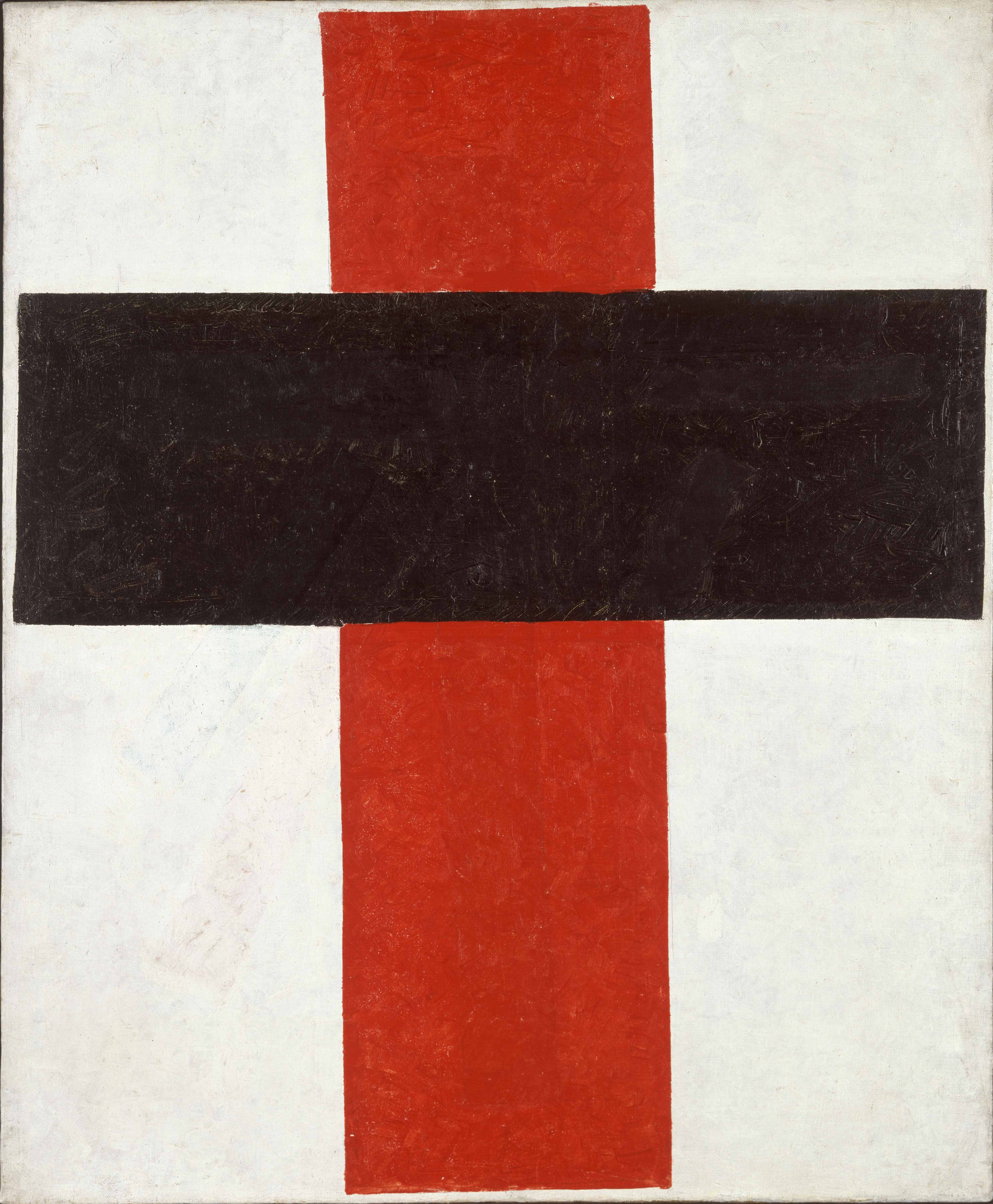
Rött och svart kors (cirka 1918). Stedelijk Museum, Amsterdam.

Kazimir Severinovitj Malevitj (ukrainska: Казимир Северинович Малевич, Kazymyr Malevytj; polska: Kazimierz Malewicz; ryska: Казимир Северинович Малевич), född 23 februari 1879 i guvernementet Kiev i kejsardömet Ryssland (numera Kiev oblast i Ukraina), död 15 maj 1935 i Leningrad i Sovjetunionen (numera Sankt Petersburg i Ryssland), var en sovjetisk konstnär av polsk-ukrainsk härkomst. Han grundade suprematismen.

## Biografi

### Barndom och uppväxt
Kazimir Malevitj bodde under sin barndom i det som idag är södra Ukraina, långt från alla storstäder. Hans föräldrar härstammade från det katolska Polen. Fadern arbetade i en sockerfabrik och modern tog hand om hemmet.
I huset fanns endast ikoner på väggarna precis som i de flesta andra hus i Ryssland vid den tiden, men föräldrarna hade för länge sedan övergett tron. Vid 15 års ålder fick Malevitj sitt första målarskrin. I sin självbiografi från 1923 skrev han att han en gång gick till en affär i Kiev med sin mor; en affär där det fanns flera bilder som påverkade honom starkt. Det var första gången han såg naturalismen på väggen: "Den dagen glömmer jag aldrig."

### Utbildning och tidiga verk
Under sin ungdom var Malevitj betagen av Ivan Sjisjkins och Ilja Repins realistiska målningar (båda var med i konstnärsgruppen "Vandringsmålarna"). I Kursk 1896 bildade han tillsammans med andra konstnärer ett ateljékollektiv, där han lärde känna akademiskt utbildade konstnärer. Här tillkom de första målningarna direkt efter naturen.
Malevitj blev missnöjd och förstod att det krävs akademisk skolning för att bli professionell målare. 1904 flyttade han som 26-åring till Moskva och tog målarlektioner i konstnären Fjodor Rerbergs privata ateljé. Hans tidiga verk är målade i den samtida stilen, det handlar alltså om traditionella symbolistiska och neoimpressionistiska verk. Men då Malevitj kom till Moskva hade han redan lärt känna impressionismen genom olika tidskrifter och han hade med sig ett par egna impressionistiska målningar i bagaget.

### Utställningar som inspirerade
Mellan 1904 och 1907 blev han inspirerad av Moskvas sjudande kulturliv samtidigt som han gick på olika utställningar med Monets och Cézannes originalverk. Malevitj fick ut sina ungdomsintryck av naturen genom den sena impressionismen och symbolismen de kommande åren. I motsats till de franska konstnärerna lade inte Malevitj ner tid på att fånga ljusfenomen i sina målningar. Han förlitade sig helt och hållet på färgernas effekter. Han försökte förmedla ljuset genom färgerna vilket han gjorde genom att kombinera färgerna i en djärv brokighet.
År 1907 arrangerades Moskvas Konstnärsförenings 14:e utställning där Malevitj ställde ut 12 skisser tillsammans med några som senare kommer betraktas banbrytande för den moderna konsten, såsom Vladimir Burljuk, Vasilij Kandinskij, Michail Larionov och Natalia Gontjarova. 1908 visades utställningen "Gyllene Skinnet" med postimpressionistisk konst: Nabis och Fauves, verk av Pierre Bonnard, Maurice Denis, Henri Matisse, Vincent van Gogh, Paul Gauguin och Georges Braque. Malevitj tog djupt intryck av utställningen, man kan se spår av hans kritiska inställningar mot de ledande konstnärerna i väst.

## Självporträtt

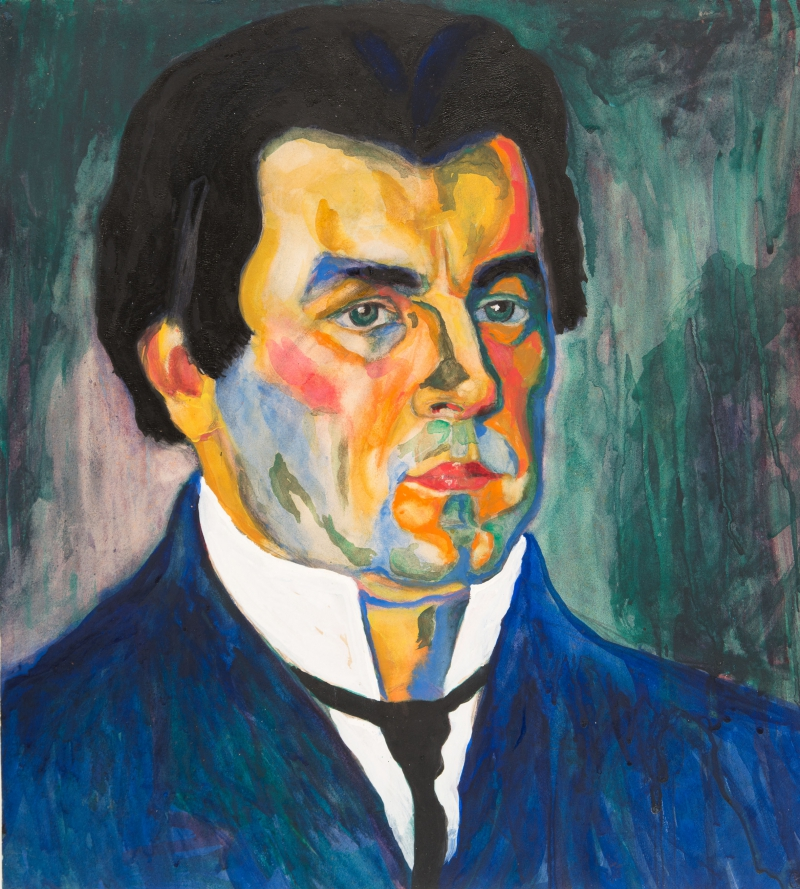
Malevitj självporträtt från 1910.

När Malevitj var runt 30 år gammal, 1907-1909, sökte han sig själv i olika självporträtt. Bland annat målade han Studier av freskmåleri och sedan Självporträtt. Den första är mycket inspirerad av den ryska traditionella symbolismen och ikonmålningar. Självporträtt är däremot något mera neoprimitiv men samtidigt djup.

## Kubism och futurism
1912 blev förändringarna i Malevitjs konst intensiva. Han gick från naturalismen och impressionismen mot kubismen och futurismen. Här fann han nya sätt att återge rum och tid. Malevitj, i motsats till kubisterna, inte bara sönderplockade och segmenterade rummet utan förflackade det också. Han använde olika geometriska figurer för att återge föremål från olika perspektiv samtidigt som rummet förflackades och vertikaliserades på olika sätt.

## Mot modernismen
Åren 1913–1914 påbörjade Malevitj utvecklas mot modernismen. Malevitj, Krutjonych och Matjusjin gjorde operan Seger över solen, som framfördes i kostymer, kulisser och annan rekvisita, som var ritade av Malevitj. En av bakgrundskulisserna var en diagonalt delad fyrkant med en vit och en svart triangel.

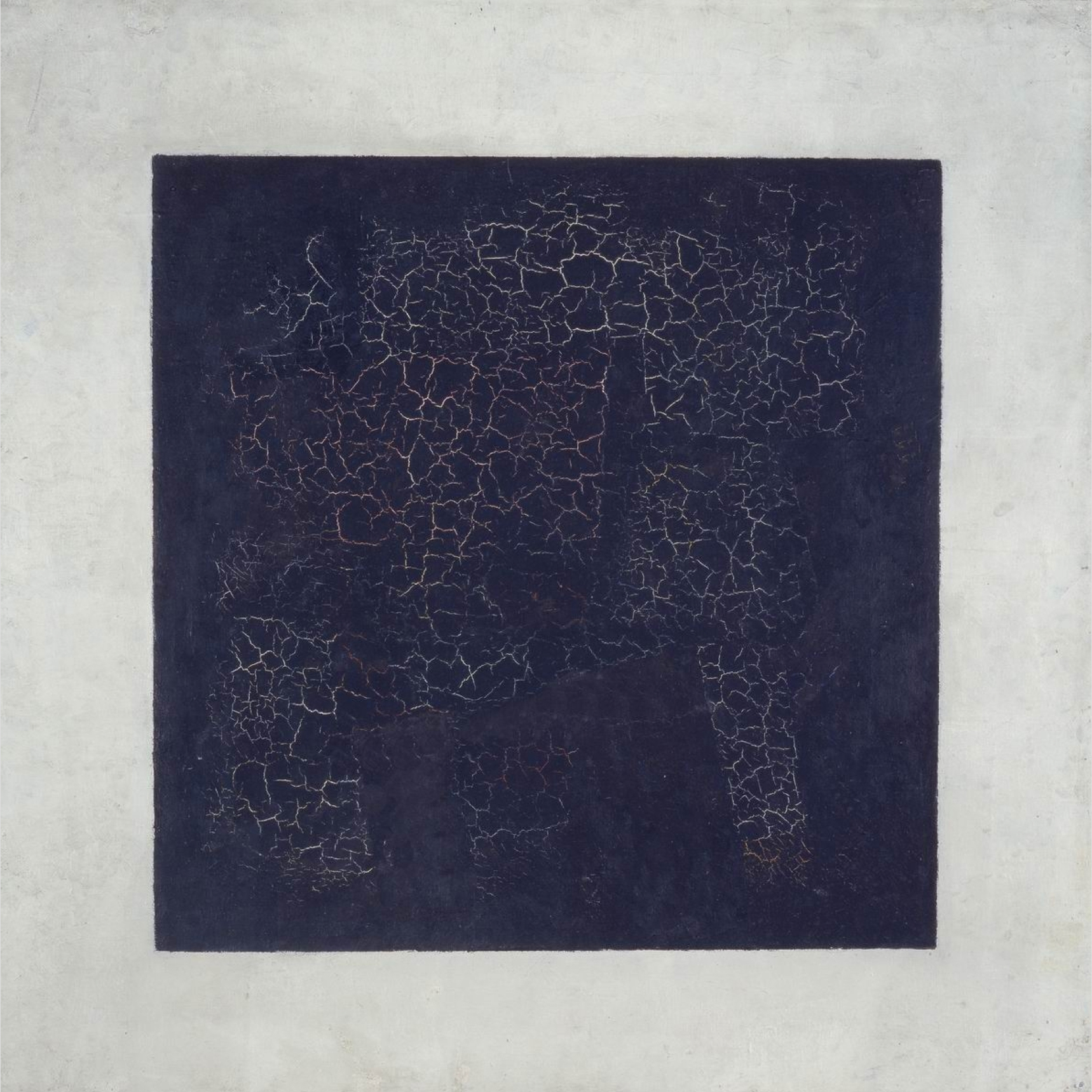
Svart kvadrat, 1915

Det viktigaste året i Malevitjs liv blev 1913. Han skapade då målningen Svart kvadrat. I slutet av året ville han hitta ett nytt radikalt motsatsförhållande till all dittillsvarande konst. Han utvecklade två nya konstnärliga strategier. Först sönderdelades hela bilden och organiserades om. Den realistiska, linjära perspektivframställningen, kompositionen, var inte längre det man ska följa. Verken Engelsman i Moskva, Soldat ur första divisionen, Dam på annonspelare, Delvis mörker, komposition med Mona Lisa blev alla till 1914. Här använde sig Malevitj av en kubo-futuristisk, collageartad och lite surrealistisk stil. Det finns olika föremål, former och bokstäver utan någon logisk ordning.

## Suprematism

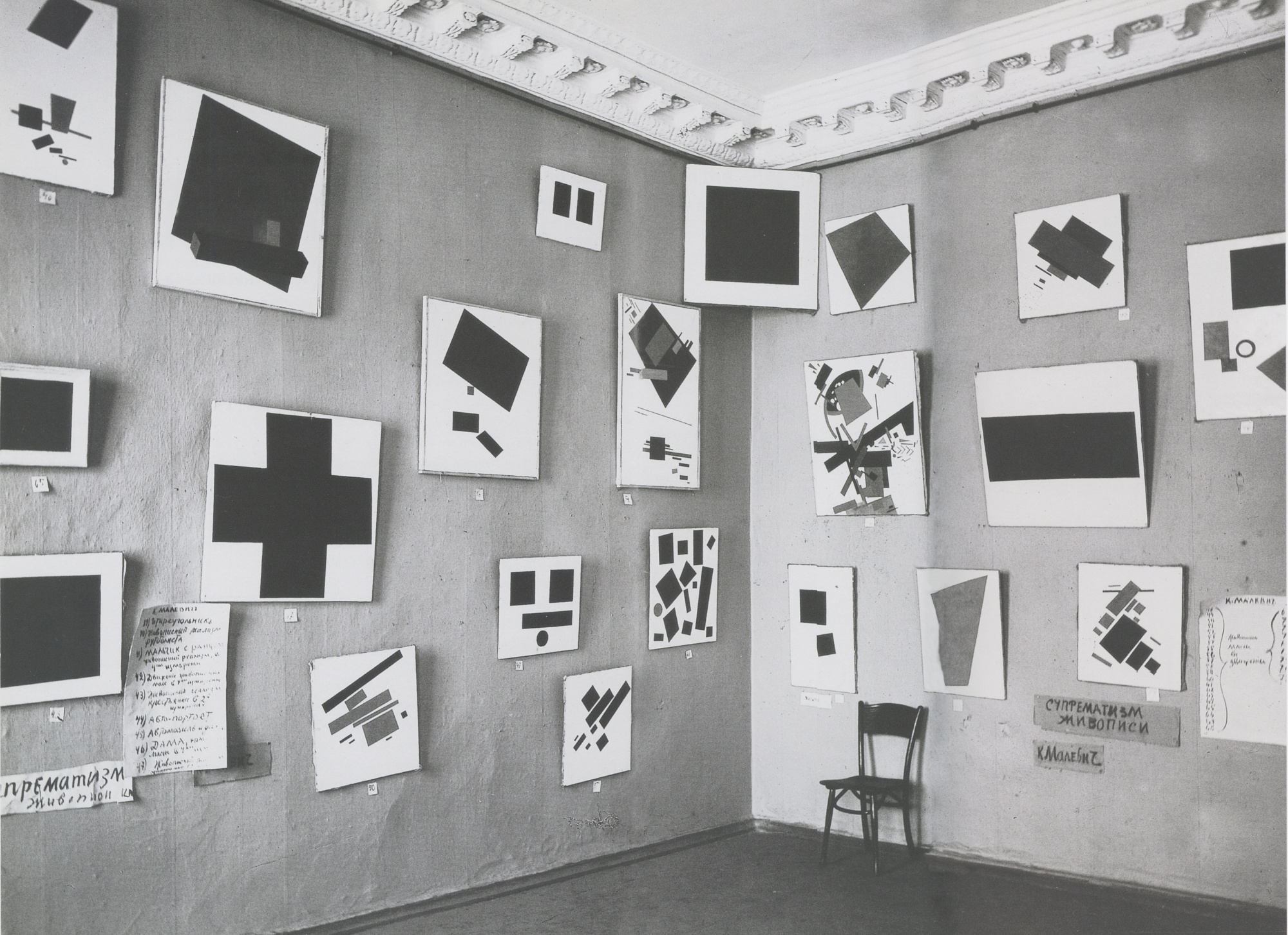
En del av Malevitj verk vid utställning 0,10 år 1915.

Åren 1915–1918 utvecklades suprematismen av Malevitj som förgrundsfigur. Huvudrubriken på ett titelblad ljöd 1915 Från Kubism och Futurism till Suprematism. På Den sista futuristiska utställningen 0,10 i Petrograd 1915 ställde Malevitj ut 39 suprematistiska verk. Malevitj var nu inne i en föremålslös fas. Det var en värld med tyngdlösa och gestaltade, strukturerade och forminnehavande element, en föreställningsvärldens konst.
Malevitj lärjungar och andra anhängare av suprematismen började använda den som totalkonst. Det första tyget med suprematistiskt mönster kom 1919. Tekannor och tekoppar i suprematistisk stil finns från 1923.